# Championnat de France masculin de handball 1992-1993
Navigation
Division 1 1991-1992 Division 1 1993-1994
Le championnat de France de Division 1 masculin 1992-1993 est le plus haut niveau de handball en France. 
Le titre de champion de France est remporté par l'USAM Nîmes 30 pour la quatrième fois de son histoire, récupérant ainsi un titre que lui avait enlevé Vénissieux la saison précédente.
Il devance l'OM Vitrolles, vainqueur de la Coupe de France et de la Coupe des coupes, puis l'US Ivry.
Du fait du passage de 12 à 16 clubs la saison suivante, aucun club n'est relégué.

## Transferts
Les principaux transferts du championnat à l’intersaison sont :
| Nat. | Joueur                 | Champ. | Club 1991-1992            | Champ. | Club 1992-1993            |
| ---- | ---------------------- | ------ | ------------------------- | ------ | ------------------------- |
|      | Attila Borsos          |        | USAM Nîmes 93             |        | Handball Saint-Brice 95   |
|      | Nicolas Cochery        |        | PSG-Asnières              |        | Villeurbanne HBA          |
|      | Philippe Gardent       |        | USAM Nîmes 93             |        | OM Vitrolles              |
|      | Andrej Golić           |        | USAM Nîmes 93             |        | Montpellier Handball      |
|      | François-Xavier Houlet |        | USM Gagny                 |        | HB Vénissieux Rhône-Alpes |
|      | Júlíus Jónasson        |        | CD Bidasoa Irun           |        | PSG-Asnières              |
|      | Denis Lathoud          |        | HB Vénissieux Rhône-Alpes |        | USAM Nîmes 93             |
|      | Pascal Mahé            |        | US Créteil                |        | Montpellier Handball      |
|      | Philippe Médard        |        | USAM Nîmes 93             |        | Massy Finances 91 (N1B)   |
|      | Stéphane Moualek       |        | HB Vénissieux Rhône-Alpes |        | PSG-Asnières              |
|      | Thierry Perreux        |        | HB Vénissieux Rhône-Alpes |        | OM Vitrolles              |
|      | Zlatko Portner         |        | FC Barcelone              |        | HB Vénissieux Rhône-Alpes |
|      | Philippe Schaaf        |        | US Créteil                |        | HB Vénissieux Rhône-Alpes |
|      | Igor Tchoumak          |        | Dinamo Astrakhan          |        | Montpellier Handball      |
|      | Denis Tristant         |        | US Créteil                |        | Massy Finances 91 (N1B)   |
|      | Frédéric Volle         |        | USAM Nîmes 93             |        | OM Vitrolles              |

## Classement final
Le classement final du championnat est : 
| \| \| Équipe \| Pts \| J \| G \| N \| P \| Bp \| Bc \| Diff \| \| -- \| ----------------------------- \| --- \| -- \| -- \| - \| -- \| --- \| --- \| ---- \| \| 1 \| USAM Nîmes 30 \| 41 \| 22 \| 20 \| 1 \| 1 \| 562 \| 475 \| 87 \| \| 2 \| OM Vitrolles (F) \| 35 \| 22 \| 17 \| 1 \| 4 \| 543 \| 421 \| 122 \| \| 3 \| US Ivry \| 32 \| 22 \| 15 \| 2 \| 5 \| 562 \| 509 \| 53 \| \| 4 \| HB Vénissieux Rhône-Alpes (T) \| 26 \| 22 \| 12 \| 2 \| 8 \| 517 \| 475 \| 42 \| \| 5 \| Montpellier Handball (P) \| 23 \| 22 \| 11 \| 1 \| 10 \| 482 \| 461 \| 21 \| \| 6 \| PSG-Asnières \| 22 \| 22 \| 9 \| 4 \| 9 \| 478 \| 462 \| 16 \| \| 7 \| Girondins de Bordeaux HBC \| 20 \| 22 \| 9 \| 2 \| 11 \| 488 \| 510 \| -22 \| \| 8 \| USM Gagny \| 18 \| 22 \| 7 \| 4 \| 11 \| 457 \| 484 \| -27 \| \| 9 \| CSM Livry-Gargan (P) \| 14 \| 22 \| 6 \| 2 \| 14 \| 461 \| 557 \| -96 \| \| 10 \| US Créteil \| 12 \| 22 \| 5 \| 2 \| 15 \| 524 \| 578 \| -54 \| \| 11 \| US Dunkerque \| 11 \| 22 \| 4 \| 3 \| 15 \| 424 \| 499 \| -75 \| \| 12 \| RC Strasbourg \| 10 \| 22 \| 3 \| 4 \| 15 \| 486 \| 553 \| -67 \| | Légende - Champion de France 1992-1993 et qualifié pour la Ligue des champions - Qualifié pour la Coupe des coupes - Qualifié pour la Coupe de l'EHF - Qualifié pour la Coupe des Villes - Relégation en Division 2 (aucun) - (T) : Tenant du titre - (F) : Vainqueur de la Coupe de France - (P) : Promu de Division 2 en début de saison |     |    |    |   |    |     |     |      |
| | Équipe | Pts | J  | G  | N | P  | Bp  | Bc  | Diff |
| 1 | USAM Nîmes 30 | 41  | 22 | 20 | 1 | 1  | 562 | 475 | 87   |
| 2 | OM Vitrolles (F) | 35  | 22 | 17 | 1 | 4  | 543 | 421 | 122  |
| 3 | US Ivry | 32  | 22 | 15 | 2 | 5  | 562 | 509 | 53   |
| 4 | HB Vénissieux Rhône-Alpes (T) | 26  | 22 | 12 | 2 | 8  | 517 | 475 | 42   |
| 5 | Montpellier Handball (P) | 23  | 22 | 11 | 1 | 10 | 482 | 461 | 21   |
| 6 | PSG-Asnières | 22  | 22 | 9  | 4 | 9  | 478 | 462 | 16   |
| 7 | Girondins de Bordeaux HBC | 20  | 22 | 9  | 2 | 11 | 488 | 510 | -22  |
| 8 | USM Gagny | 18  | 22 | 7  | 4 | 11 | 457 | 484 | -27  |
| 9 | CSM Livry-Gargan (P) | 14  | 22 | 6  | 2 | 14 | 461 | 557 | -96  |
| 10 | US Créteil | 12  | 22 | 5  | 2 | 15 | 524 | 578 | -54  |
| 11 | US Dunkerque | 11  | 22 | 4  | 3 | 15 | 424 | 499 | -75  |
| 12 | RC Strasbourg | 10  | 22 | 3  | 4 | 15 | 486 | 553 | -67  |

Remarques
- le HB Vénissieux Rhône-Alpes n'a pas été autorisé par la Fédération française de handball à participer à la Coupe d'Europe[3].
- la victoire de l'OM Vitrolles lors de la Coupe des coupes 1992-1993 permet à deux clubs français de participer à la Coupe des coupes 1993-1994 : l'OM Vitrolles, en tant que tenant du titre, et l'US Ivry, 3e du championnat.
- du fait du passage de 12 à 16 clubs pour la saison 1993-1994, aucun club n'est relégué et 4 clubs sont promus de Nationale 1B (D2).

## Champion de France
| Championnat de France 1992-1993 USAM Nîmes 30 (4e Championnat de France) |

L'effectif de l'USAM Nîmes était, :
Gardiens de but
- Patrick Avesque
- Christian Gaudin

Joueurs de champ
- Dominique Ballicioni
- Yann Balmossière
- Christophe Chagnard
- Benoît Chevalier
- Philippe Courbier
- Gilles Derot
- Frédéric Échivard
- Nikola Grahovac
- Jérome Lacombe
- Denis Lathoud
- Alain Portes
- Lionel Renaudeau
- Pascal Sanchez
- Zlatko Saračević
- Stéphane Stoecklin

Président
- Gilbert Baumet

Entraîneurs
- Boro Golić  (4 matchs)
- Jean-Paul Martinet.

## Meilleurs buteurs

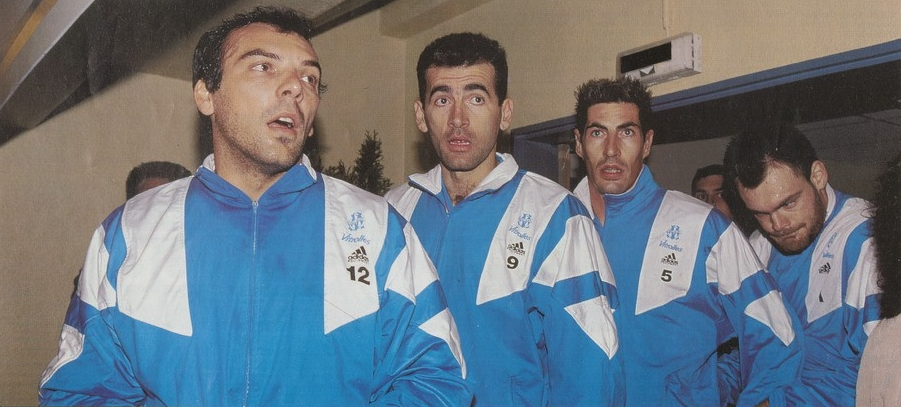
L'OM Vitrolles de Bašić, Kuzmanovski, Volle et Martini.

À l'issue du championnat, le macédonien Pepi Manaskov termine haut la main meilleur buteur avec 175 réalisations :
|    | Joueur                 | Club                      |     |
| -- | ---------------------- | ------------------------- | --- |
| 01 | Pepi Manaskov          | US Créteil                | 175 |
| 02 | Marc Wiltberger        | Girondins de Bordeaux HBC | 140 |
| 03 | Zlatko Portner         | Vénissieux handball       | 129 |
| 04 | Zlatko Saračević       | USAM Nîmes 30             | 115 |
| 05 | Irfan Smajlagić        | US Ivry                   | 110 |
| 06 | Denis Lathoud          | USAM Nîmes 30             | 107 |
| 07 | Stéphane Stoecklin     | USAM Nîmes 30             | 104 |
| 08 | Júlíus Jónasson        | PSG-Asnières              | 095 |
| 08 | Cheikh Seck            | RC Strasbourg             | 095 |
| 10 | Douta Seck             | RC Strasbourg             | 094 |
| 11 | Arthur Samy            | CSM Livry-Gargan          | 092 |
| 12 | David Néguédé          | US Dunkerque              | 091 |
| 12 | Arnoldas Čepulis       | USM Gagny 93              | 091 |
| 14 | Frédéric Volle         | OM Vitrolles              | 089 |
| 15 | Serge Laurain          | US Ivry                   | 087 |
| 16 | François-Xavier Houlet | CSM Livry-Gargan          | 086 |
| 16 | Bruno Rios             | Girondins de Bordeaux HBC | 086 |
| 16 | Alain Portes           | USAM Nîmes 30             | 086 |
| 19 | Patrick Cazal          | PSG-Asnières              | 085 |
| 20 | Jean-Marc Poinsot      | US Ivry                   | 079 |

- 21 Thierry Perreux (OM Vitrolles)
- 00 Gaël Monthurel (Vénissieux R-Alpes) 78
- 23 Barreira (RC Strasbourg)
- 00 Stéphane Cordinier (US Créteil) 75
- 25 Frédéric Anquetil (Montpellier HB)
- 00 Graillot (US Ivry) 74
- 27 Stéphane Moualek
- 00 Ion Mocanu (PSG Asnières) 72
- 29 Philippe Debureau (US Dunkerque) 71
- 30 Jackson Richardson (OM Vitrolles)
- 00 Nédovic (USM Gagny 93) 70
- 32 Pascal Mahé (Montpellier HB) 68
- 33 Slobodan Kuzmanovski (OM Vitrolles)
- 00 Franck Maurice (USM Gagny 93) 67
- 35 Daniel Hager (US Ivry) 66
- 36 Grégory Anquetil (Montpellier HB) 64
- 37 Joël Abati (USM Gagny 93) 63
- 38 Sénéchau (Bordeaux Hts-de-Gar) 62
- 39 Philippe Gardent (OM Vitrolles) 61
- 40 Champenoy (US Créteil) 58
- 41 Chauvet (Bordeaux Hts-de-Gar) 57
- 42 Kenn Eiberg Jørgensen (Bordeaux Hts-de-Gar)
- 00 Johann Lhou Moha (RC Strasbourg)
- 00 Thoni (US Créteil)
- 00 Éric Cailleaux (USM Gagny 93) 55
- 46 Vassiliev (US Ivry) 54
- 47 Deheunynck (US Dunkerque)
- 00 Patrick Lepetit (Vénissieux R-Alpes) 53
- 49 Spinasse (US Créteil)
- 00 C. Néguédé (US Dunkerque) 52
- 51 Bernard Latchimy (PSG Asnières) 50
- 52 Andrej Golić (Montpellier HB)
- 00 Éric Quintin (OM Vitrolles) 49
- 54 Jean-Jacques Cochard (OM Vitrolles) 48
- 55 Arnold (RC Strasbourg)
- 00 Histre (US Dunkerque)
- 00 Guéric Kervadec (Vénissieux R-Alpes) 45
- 58 Stanojevic (CSM Livry-Gargan) 42
- 59 Dominique Deschamps CSM Livry-Gargan) 41
- 60 Stéphane Plantin (USM Gagny 93) 39
- 61 Cloarec (CSM Livry-Gargan)
- 00 Certaux (PSG Asnières)
- 00 Laurent Munier (Vénissieux R-Alpes) 38
- 64 Pascal Jacques (OM Vitrolles)
- 00 Gilles Derot (USAM Nîmes 30) 37
- 66 Frédéric Échivard (USAM Nîmes 30) 36
- 67 N'Doumbé (CSM Livry-Gargan) 35
- 68 Teyssier (Montpellier HB)
- 00 Philippe Schaaf (Vénissieux R-Alpes) 34
- 70 Davor Brkljačić (Montpellier HB)
- 00 Raoul Prandi (US Ivry) 33
- 72 Piscina (CSM Livry-Gargan)
- 00 Laurent Puigségur (Montpellier HB)
- 00 Marc-Henri Bernard (US Créteil)
- 00 Barthélémy (US Dunkerque)
- 00 Jean-Louis Auxenfans (USM Gagny 93)
- 00 Philippe Courbier (USAM Nîmes 30)
- 00 Éric Amalou (Vénissieux R-Alpes) 32
- 79 Csuvarszki (CSM Livry-Gargan)
- 00 Csak (Montpellier HB)
- 00 Guignard (PSG Asnières)
- 00 Philippe Julia (Vénissieux R-Alpes) 30.